# Castrul roman de la Desa
Castrul roman de la Desa a fost un fort în provincia romană Dacia. Ridicat și abandonat de romani în secolul al III-lea d.Hr., ruinele sale se află în localitatea Desa (România).